# 普罗梅斯拉

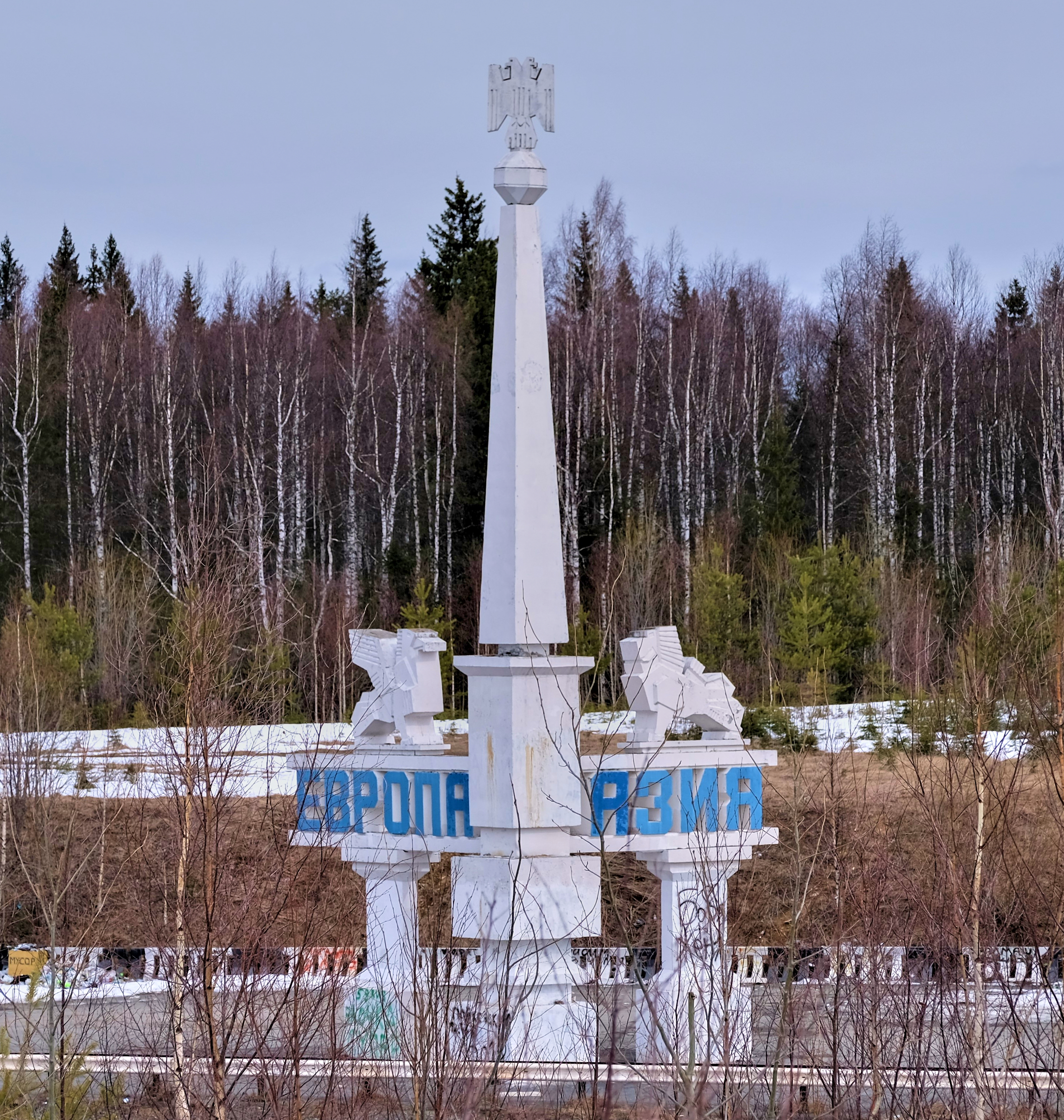
普罗梅斯拉的亚欧分界碑

普罗梅斯拉（羅馬化：Promysla）是俄罗斯彼尔姆边疆区的市级镇，属戈尔诺扎沃茨克区，地处彼尔姆边疆区东部中乌拉尔地区，位于区行政中心戈尔诺扎沃茨克及边疆区首府彼尔姆东北方，靠近彼尔姆边疆区与斯维尔德洛夫斯克区的边界。卡马河流域科尔瓦河从该镇西侧流过，其一支流波卢坚卡河（Полуденка）穿过该镇。
该地2022年人口有351人；2010年人口558；2002年人口747；1989年人口1,129。